# Real Sociedad B
Real Sociedad B, auch bekannt unter den Spitznamen Sanse, ist die zweite Mannschaft des spanischen Erstligisten Real Sociedad aus San Sebastián in der Autonomen Gemeinschaft Baskenland. Derzeit spielt das Team in der Primera Federación, der dritthöchsten Spielklasse Spaniens.

## Geschichte
Die Reservemannschaft wurde auf Initiative des damaligen Vereinspräsidenten José María Gastaminza gegründet. Ziel war es, jungen Talenten, die noch nicht bereit für die erste Mannschaft waren, die Möglichkeit zu geben, Erfahrung auf einem hohen Niveau zu sammeln. 1952 gewann die Jugendmannschaft von Real Sociedad die Copa del Rey Juvenil (Spanischer Jugendpokal) mit einem 4:2-Sieg gegen Atlético Madrid. In der Saison 1955/56 wurde die Reserve offiziell beim spanischen Fußballverband registriert und unter dem Namen Real Sociedad de Fútbol Junior in der regionalen Liga angemeldet.
1957 stieg die Mannschaft in die dritte Liga auf, musste sich jedoch in San Sebastián Club de Fútbol umbenennen, da es den Regularien zufolge nicht erlaubt war, dass zwei Teams mit demselben Namen in den nationalen Ligen antreten. Der Spitzname „Sanse“ etablierte sich daraufhin unter den Fans.
In der Saison 1960/61 gelang der Aufstieg in die Segunda División, die zweithöchste Spielklasse Spaniens. Unter Trainer Pedro Torres Romero belegte das Team den 9. Platz und sicherte sich den Klassenerhalt. In der darauffolgenden Saison wurde mit Platz 5 das beste Ergebnis der Vereinsgeschichte erzielt. Gleichzeitig stieg jedoch die erste Mannschaft von Real Sociedad in die Segunda División ab, weshalb San Sebastián CF aufgrund des Reservestatus zwangsweise in die dritte Liga zurückkehren musste.
Im spanischen Pokalwettbewerb nahm San Sebastián CF erstmals in der Saison 1960/61 teil. Gegen den FC Córdoba scheiterte das Team mit einem Gesamtergebnis von 6:12, erreichte jedoch im Rückspiel ein achtbares 3:3-Unentschieden. In der Saison 1961/62 besiegte San Sebastián CF in der ersten Runde Real Jaén, bevor die Mannschaft in der Runde der letzten 32 gegen Real Madrid ausschied. Insgesamt qualifizierte sich die Mannschaft sechsmal für den Copa del Rey, wobei das beste Ergebnis in der Saison 1986/87 erzielt wurde, als sie in der vierten Runde an RCD Mallorca B scheiterte.
1990 wurde durch das neue Sportgesetz 10/1990 die Struktur vieler Proficlubs geändert, wodurch angegliederte Vereine in die Muttervereine integriert wurden. San Sebastián CF wurde 1991 aufgelöst und in Real Sociedad de Fútbol B umbenannt. Die Mannschaft behielt ihren Platz im Wettbewerb und kehrte 1991/92 in die dritte Liga zurück.
2016 gründete Real Sociedad mit Real Sociedad C ein weiteres Team, um die Förderung junger Spieler weiter auszubauen.
2021 gewann Real Sociedad B unter Trainer Xabi Alonso ihre Staffel in der Segunda División B und qualifizierte sich für die Aufstiegsplayoffs. Nach Siegen gegen den FC Andorra und Algeciras CF gelang der Aufstieg in die Segunda División, wo die Mannschaft erstmals seit 1962 antrat. In der Saison 2021/22 belegte das Team jedoch den letzten Platz und stieg in die Primera Federación ab. Seitdem spielt Real Sociedad B unter Trainer Sergio Francisco in der dritthöchsten Spielklasse.

## Erfolge

### Nationale Titel
- Spanischer Meister der dritten Liga: (2) 1959/60, 2021/22
- Spanischer Meister der vierten Liga: (4) 1979/80, 1998/99, 1999/2000, 2009/10

### Andere Titel
- Joaquín Segura-Trophäe: (1) 2002
- Lasesarre-Trophäe: (1) 2018[4]

## Bekannte Persönlichkeiten

### Ehemalige Spieler
- Mikel Oyarzabal (2015–2016)
- Martín Zubimendi (2018–2020)
- Robin Le Normand (2016–2019)
- Iñigo Martínez (2009–2011)
- Álvaro Odriozola (2014–2017)
- Igor Zubeldia (2015–2017)
- Asier Illarramendi (2008–2010)
- Aritz Elustondo (2013–2016)
- Ander Barrenetxea (2019)
- Beñat Turrientes (2021–2022)
- Jon Pacheco (2019–2022)
- Joseba Zaldua (2011–2014)
- Joseba Llorente (1999)
- Rubén Pardo (2010–2011)
- Xabi Prieto (2002–2003)
- Aihen Muñoz (2017–2019)
- Joseba Etxeberria (1994–1995)
- Roberto López (2018–2022)
- Ander Guevara (2017–2019)
- Imanol Agirretxe (2005–2006, 2007)
- Aitor López Rekarte (1994–1997)
- Mikel Aranburu (1996–1998)
- Mikel González (2004–2006)
- Carlos Martínez (2005–2007)
- Kévin Rodrigues (2015–2017)
- Jon Karrikaburu (2021–2022)
- Julen Lobete (2019–2022)
- Mikel Balenziaga (2006–2008)
- José Javier Barkero (1996–1999)
- Imanol Alguacil (1989–1991)
- Agustín Aranzábal (1991–1994)
- Luis Arconada (1972–1974)
- Pedro Uralde (1976–1979)

### Ehemalige Trainer
- Xabi Alonso (2020–2022)
- Imanol Alguacil (2015–2017)

## Stadion
Die Heimspielstätte der Reserve ist das Instalaciones de Zubieta, mit einer Kapazität von 2500 Zuschauern. Es ist ein Naturrasenplatz, Baujahr 2004.